# Notoxus monoceros
Notoxus monoceros é uma espécie de insetos coleópteros polífagos pertencente à família Anthicidae.
A autoridade científica da espécie é Linnaeus, tendo sido descrita no ano de 1760.
Trata-se de uma espécie presente no território português.